# Institut des sciences de l'ingénierie et des systèmes
L'Institut des sciences de l’ingénierie et des systèmes (INSIS) est un institut de recherche fondamentale du Centre national de la recherche scientifique (CNRS), consacré aux systèmes d'ingénierie-technologie.
L’INSIS rassemble environ 15 000 personnes dont approximativement : 
- 5 900 chercheurs et enseignants-chercheurs dont 1002 CNRS
- 2 356 ingénieurs et techniciens dont 919 CNRS
- 7 162 personnels non permanents[1]

Qui sont répartis au sein de 170 unités.

## Associations avec d'autres entités
L'INSIS possède de nombreux partenariats d'ordre industriel notamment pour la recherche avec le LAMSID (EDF) et le LFC (Total), et en s'associant également avec des laboratoires européens (réseaux LEA), internationaux (réseaux LIA) et mixtes (réseaux UMI).

## Prix et Distinctions
- Grand prix du froid 2012 pour l'Ecolab